# Brug 681
Brug 681 is een kunstwerk in Amsterdam Nieuw-West.
Deze voet- en fietsbrug zorgt voor de verbinding tussen aan de ene kant de Troelstralaan en Dokter Meurerlaan en aan de andere kant het Sloterpark. Er waren al plannen voor een brug in 1962; het zou een betonnen brug worden. Echter er werd pas in 1971 gebouwd op basis van een nieuw ontwerp. Dirk Sterenberg, ook ontwerper van die betonnen brug, ontwierp in dienst van de Dienst der Publieke Werken in 1970 een brug die rust op twee betonnen landhoofden en twee series van brugpijlers die ieder een juk dragen, maar dan grotendeels van hout. Het geheel wordt gedragen door een houten paalfundering (tropisch hardhout en naaldhout) van 18 heipalen; de pijlers zijn van basralocus. Ook de bovenbouw (liggers en leuningen) is van hout, maar dan azobe. De leuningen zijn zware balken, die ook elders in de stad en met name in en in de buurt van parken aantreft. Sterenberg ontwierp meer dan 170 bruggen in de stad. De brug van 7,20 meter breedte overspant een vijfentwintig meter brede afwateringstocht aan de westrand van hernoemd park. De doorvaartbreedte van net iets meer dan 10 meter is theoretisch, want schepen van een dergelijke breedte kunnen hier niet varen; de afwateringstocht is daarvoor te ondiep. Het geheel werd rond 1971 opgeleverd. 
Tussen 2019 en 2021 is de brug deels vernieuwd.

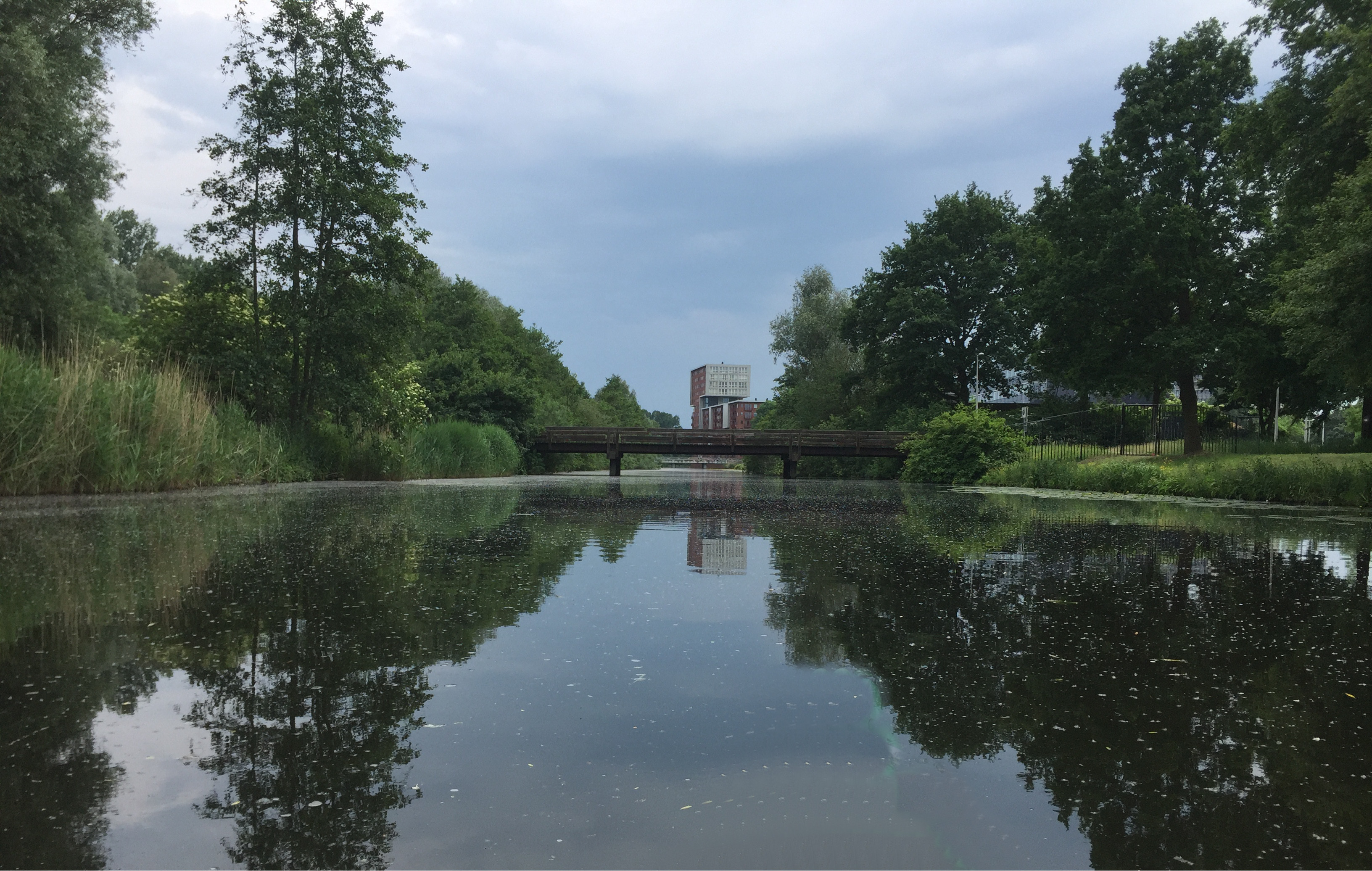
Brug 681 vanuit de kano (mei 2018)

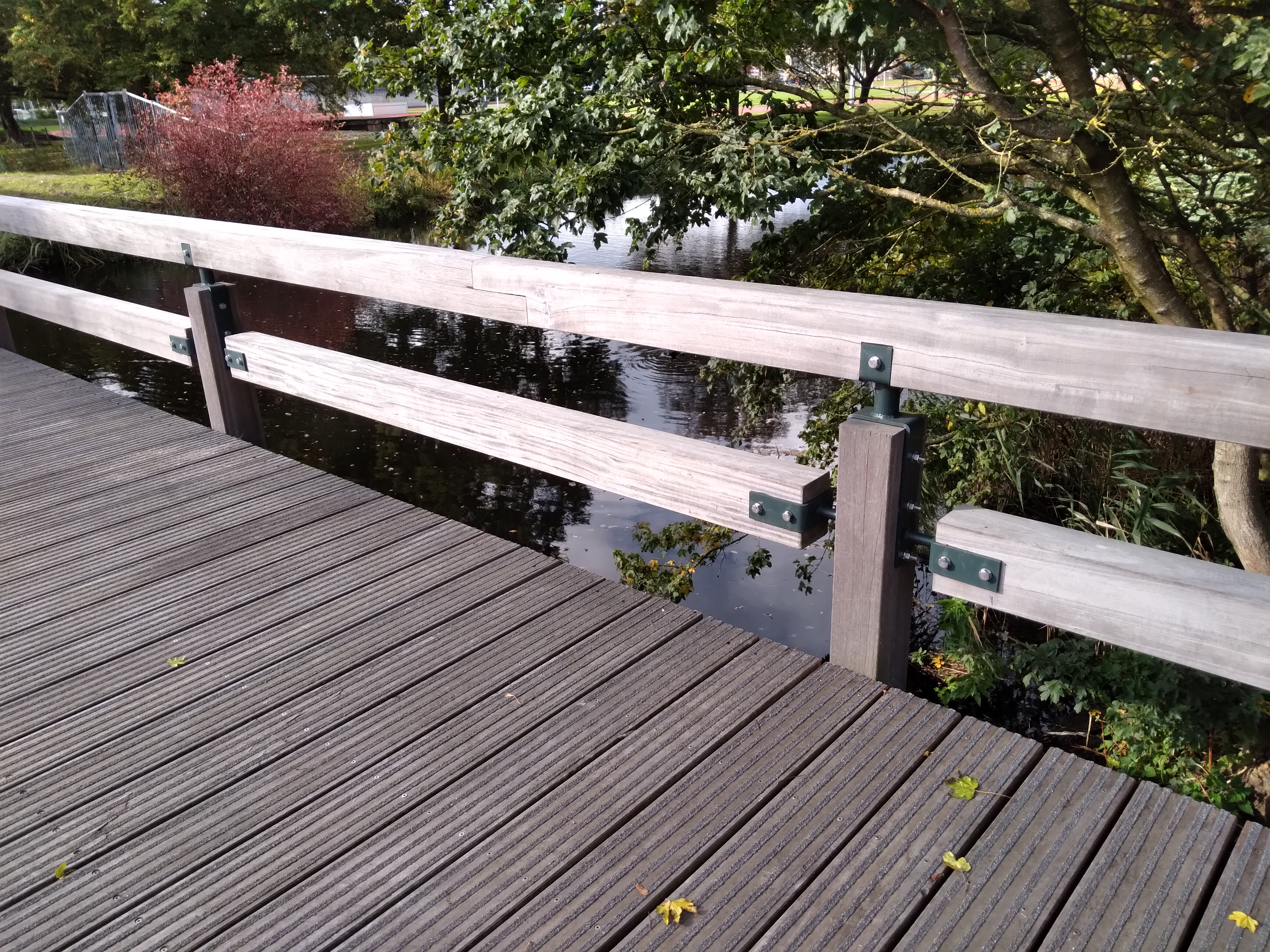
Nieuwe brugleuningen brug 681 (oktober 2021)

<<< · 600 · 601 · 602 · 603 · 604 · 605 · 606 · 607 · 608 · 609 · 610 · 611 · 612 · 613 · 614 · 615 · 616 · 617 · 618 · 619 · 620 · 621 · 622 · 623 · 624 · 626 · 627 · 628 · 629 · 630 · 631 · 632 · 633 · 634 · 635 · 636 · 637 · 638 · 639 · 643 · 651 · 652 · 653 · 655 · 656 · 657 · 658 · 659 · 660 · 661 · 662 · 663 · 664 · 665 · 666 · 667 · 668 · 669 · 670 · 671 · 673 · 674 · 675 · 676 · 677 · 678 · 679 · 681 · 682 · 683 · 684 · 685 · 687 · 688 · 689 · 690 · 691 · 692 · 695 · 696 · 699 · >>>
Verdwenen brugnummers: 625 (afgebroken brug Sam van Houtenstraat), 640, 644, 645, 646, 647, 648, 650, 672 (duiker Cornelis Lelylaan, Rembrandtpark), 694, 698.
Nooit gebouwd: 649, 680 (nooit gebouwde brug Sloterplas).
Brugnummers 641, 642, 654, 686, 693, 694 en 697 zijn onbekend.